# 葉蘊儀
葉蘊儀（英語：Gloria Yip，1973年1月13日—），出生於香港，香港女演員、歌手及藝術家。香港影劇圈在八十年代末崛起的玉女明星，以清純可愛形象出道。13歲開始拍攝廣告，隨後踏入演藝圈，演藝事業在香港、日本、韓國、中國大陸、台灣以及亞洲各地都有不錯的成績。以女書相關背景研究為碩士論文主題，近年以視覺藝術家身分在香港活動，媒材包含陶藝、編織、新鮮蔬果、複合媒材、多媒體等，平日關注香港人權、女性自主、教育、環保等議題，並受邀在明報發表專欄，並著有《她們的二三事》一書。

## 背景
葉蘊儀早年在香港島中西區成長，就讀一所女子小學─ 聖安多尼學校下午校（現為中西區聖安多尼學校），繼而升讀堅尼地城官立中學，高中畢業於香港聖瑪加利女書院。1986年，13歲的葉蘊儀在香港被星探發掘，拍攝維他奶、麥當勞及TDK等系列廣告後開始進入香港娛樂圈。
1987年，葉蘊儀參演首部香港電影《呷醋大丈夫》，飾演被打的小女兒，當時只出現短短幾分鐘而已。
1988年，葉蘊儀獲邀主演日本、香港合資的科幻電影《孔雀王子》中飾演阿修羅一角色，連同元彪、緒形拳、山上博史、安田成美同台演出，在日本、香港、台灣、韓國及马来西亚都受到相當的歡迎。
1989年，葉蘊儀於香港聖瑪加利女書院畢業後，專注投入演藝事業，其後推出了將數十張日語、韓語、國語及粵語專輯。
1989年，因為《孔雀王子》在港、日、韓、台大賣，而成為最受矚目新人，獲日本《Roadshow》電影雜誌選為「最受歡迎外國女明星」冠軍，讓葉蘊儀一炮而紅，同年應邀赴日本領取新人賞。
1990年，葉蘊儀遠赴西藏，連同阿部寬、元彪、李麗珍以及勝新太郎分別主演了結合日本聲光特效與神怪奇幻之大作《孔雀王子》以及續作《阿修羅》，讓她在日本迅速走紅，同時發行首張日文單曲《ASHURA》，10月在日本發行第二張日文單曲《S.O.S.》，12月在日本發行了首張日文專輯《原宿》。
1991年，7月在日本發行第三張日文單曲《砂に消えた涙》，8月在韓國發行首張韓文專輯《SEOUL》，封面與曲目全出自她先前發行的日文專輯《原宿》，除了將她走紅的《ASHURA》日文歌，填上韓文詞演唱外，其餘則全為英文歌曲，12月在日本發行了第二張日文專輯《クリスマス》。
1992年，首度前往台灣，在中華電視公司綜藝節目《鑽石舞台》，為首張國語專輯《欺騙你的心》宣傳時，節目主持人胡瓜問她：「葉蘊儀你好！請問你今年幾歲啊！」，她回答：「大家好！我叫葉蘊儀！我今年『洗腳水』（十九歲），9月在台灣發行第二張國語專輯《愛的故事》。同年，簽約香港TVB，演出多部劇集 包括《開心華之里》等等
1993年4月，在台灣發行第三張國語專輯《真的愛我就不要讓我傷心》，同名主打歌是她在台灣連續發了將近六張的國語專輯中的一首成名曲，評價最好的一張專輯，銷售成績亮眼，在KTV點播率也蠻高的，10月在香港發行首張粵語專輯《可否想起我》，11月於台灣發行第四張國語專輯《諾言》。
1994年，5月在台灣發行第五張國語專輯《是你答應說要對我好》。8月首次演出台灣八點檔連續劇《路長情更長》，飾演盲女一角。
1995年1月，在台灣發行最後一張國語專輯《在自己的房間裡》後，11月在韓國發行第二張韓文專輯《MY X-MAS...》，當事業如日中天之時，22歲的她與香港玩具富商陳柏浩結識，並且閃電結婚及退出娛樂圈。
1996年，誕下兒子陳紹臻在從事演藝工作其間，因公之名到訪世界各地便開始對藝術產生興趣，一直自學到1996年開始在日本 Deco 粘土藝術學院修讀粘土藝術，1996年創立香港黏土藝術學院，是本港首間具規模之黏土藝術學院，同時亦是首間把日本免烘焙黏土之製作技巧正式引入香港的正規機構。
1997年，7月婚後第一次再度到台灣，主持TVBS-G《小室魔力》的節目，並且在大家面前公布兒子照片。
1998年，4月出現在《黄金任務》節目中透露開設紙黏土補習班。在香港成立的藝術學院，研發了她對手工藝的熱愛，並舉辦手工藝發表會，在港創立香港黏土學會，一直在香港推動日本黏土藝術，亦曾出版多本黏土書籍及參與多個大型藝術展覧。
1999年，參加台灣發生921大地震公益慈善晚會唱誦佛經。11月，誕下女兒陳紹珩。
2000年，4月到台灣爲《yes》雜誌出席美少女選拔會。
2001年，復出參與電影演出，接演港台各地戲劇。
2002年至2004年在台灣拍出兩部偶像劇，首先由楊丞琳、范瑋琪、余文樂以及彭于晏共同主演的《愛情白皮書》演出楊丞琳的姐姐一角，第二部是由何潤東、陳怡蓉、邱澤所主演的《雪地裡的星星》演出香港眼科主治醫師，在香港與曾志偉結為好友，上過娛樂節目《繼續無敵獎門人》，也演過《赤子拳王》、《夏之春》、《多重彩》等多部電影。
2007年，畢業於香港藝術學院的藝術文憑課程，並取得香港藝術學院的最佳作品獎（陶藝）Best Art Work Award (Ceramics)。
2011年，畢業於澳洲墨爾本理工大學純藝術學士，並初進駐尖沙咀K11的藝術購物概念店，創辦香港黏土藝術學院ART AROUND，專授不同創意藝術課程的工作室。
2013年，澳洲墨爾本理工大學修畢純藝術碩士。
同年6月重返無綫電視，拍攝時裝劇《女人俱樂部》，和九十年代當紅女演員李若彤、李麗珍、袁潔瑩、張慧儀、江欣燕、陳慧珊及實力派男演員吳啟華、古明華合作，飾演肥師奶梁金燕一角。此劇於2014年4月21日首播，引來極大迴響。其後獲詩琳美容邀請擔任瘦身代言人。
2019年，葉蘊儀由134磅減至98磅，以性感索女形象拍攝《赤。色》純影集。

## 書籍
- グロリア・イップ まるごと一冊ラブリー写真集 ロードショー1990年7月号付録（1990年7月，日本發行）
- 香港快的少女 グロリア・イップ写真集 わたしのこと（1990年11月，日本發行）
- 葉蘊儀 寫真集（1992年，香港發行）
- 葉蘊儀純影集（1993年，香港、台灣同步發行）
- 葉蘊儀歐洲寫真集（1993年，台灣、香港同步發行）
- Pocket Idol (1993年，非賣品）
- 葉蘊儀・美麗定義（2002年，香港發行）
- 葉蘊儀・家添創意（2007年，香港發行）
- 葉蘊儀・DIY玩具樂園（2009年，香港發行）
- 葉蘊儀 她們的二三事 ISBN 9789888287932 (2015年，香港明窗出版社發行，獲得2015香港[金閱獎]文史哲類十大書籍)[6]
- 葉蘊儀 赤・色 攝影集（2019年，香港發行）

## 作品

### 電視劇
| 首播   | 劇名               | 角色               | 監製           | 合作演員                                                        |
| 1992年 | 愛情戀曲之這份情緣 | 阿Ann              | 賴偉棠         | 郭富城、黃澤民                                                  |
| 1993年 | 開心華之里         | 程滿喜（妹仔）     | 蕭光漢         | 李子雄、米雪、李麗珍、關詠荷、胡楓                              |
| 1994年 | 路長情更長         | 徐凱晴             | 鞠覺亮         | 林瑞陽、張玉嬿、楊貴媚                                          |
| 1995年 | 包青天             | 葉素素（葉小青）   | 莊偉建         | 狄龍、黃日華、蔡少芬、黎耀祥、胡楓                              |
| 1997年 | 孝感動天之目蓮尋母 | 目蓮               | 莊偉建         | 羅嘉良、蔡少芬、魏駿傑                                          |
| 2002年 | 愛情白皮書         | 袁成美的姊姊       | 楊大慶         | 楊丞琳、范瑋琪、余文樂、彭于晏                                  |
| 2002年 | 雪地裡的星星       | 葉醫師             | 張中一         | 何潤東、陳怡蓉、邱澤、柯受良                                    |
| 2014年 | 女人俱樂部         | 梁金燕（肥菜）     | 曾志偉、陳維冠 | 陳慧珊、李若彤、李麗珍、袁潔瑩、江欣燕、張慧儀、吳啟華 、古明華 |
| 2019年 | 娛樂風雲           | 艾 紅（第77-81集） | 南方舞廳       | 李麗珍、何啟華、廖碧兒、袁富華、陳國邦、胡希文、張慧儀 、譚小環 |
| 2025年 | 弊傢伙！我要去祓魔 | 黎雀雀             | 戚家基         | 強尼、岑樂怡、王頌茵                                            |

### 電影
| 首播   | 片名                                   | 角色          | 導演                              | 合作演員                                                                                          |
| 1987年 | 呷醋大丈夫                             | 被鞭打的女兒  | 黃百鳴                            | 黃百鳴、鍾楚紅                                                                                    |
| 1988年 | 雞同鴨講                               | 茱蒂          | 高志森                            | 許冠文、許冠英、許冠傑、張艾嘉                                                                    |
| 1989年 | 孔雀王子                               | 阿修羅        | 藍乃才                            | 元彪、三上博史、緒形拳、王小鳳                                                                    |
| 1989年 | 奇蹟                                   | 貝兒          | 成龍                              | 成龍、梅豔芳、午馬、歸亞蕾                                                                        |
| 1990年 | 阿修羅                                 | 阿修羅        | 藍乃才                            | 元彪、阿部寬、李麗珍、勝新太郎                                                                    |
| 1990年 | 祝福                                   | Pinky         | 楊凡                              | 秦漢、鄭裕玲、曾江、陳山河                                                                        |
| 1990年 | 千年女妖                               | 小意          | 鄭永潮                            | 王祖賢、張學友、林建明                                                                            |
| 1990年 | 香港パラダイス（中譯：香港樂園）       | 珍玉齊的助理  | 金子修介                          | 小林薰、齊藤由貴 ※此電影僅在日本播映                                                              |
| 1991年 | 着牛仔褲的鍾馗                         | Gucci         | 黎繼明                            | 成奎安、葉子媚、王小鳳                                                                            |
| 1991年 | 九一神鵰俠侶（又譯新神鵰俠侶）         | 惠香          | 元奎、黎大煒                      | 劉德華、郭富城、梅豔芳、劉嘉玲、鍾鎮濤                                                            |
| 1991年 | 豪門夜宴                               | 葉蘊儀        | 元奎、黎大煒                      | 曾志偉、吳耀漢、周星馳、鄭裕玲、張學友 、劉德華、關之琳 、張曼玉、王祖賢、吳君如 、梁家輝、吳大維 |
| 1992年 | 力王                                   | 瑩瑩          | 藍乃才                            | 樊少皇、樊梅生、何家駒、大島由加利                                                                |
| 1992年 | 衛斯理之老貓                           | 黑貓公主      | 藍乃才                            | 李子雄、伍詠薇 ※原作衛斯理之小說改編                                                              |
| 1992年 | 霧都情仇                               | 少女小潮      | 鮑德熹                            | 梁家輝、鄭哲也、姜碩鉉、吳家麗                                                                    |
| 1993年 | 笑俠楚留香                             | 蘇蓉蓉        | 王晶、楊偉業                      | 郭富城、邱淑貞、李麗珍、袁詠儀、溫兆倫                                                            |
| 1993年 | 人生得意衰盡歡（台譯：紅粉兵團）       | 阿Ann         | 趙崇基                            | 李子雄、李麗珍、楊麗菁、劉青雲                                                                    |
| 1993年 | 神經刀與飛天貓（台譯：九尾狐與飛天貓） | 小風騷 / 風鈴 | 朱延平                            | 林志穎、梁家輝、張敏、張曼玉、張學友、吳孟達、方芳                                                |
| 1993年 | 新孖宝妙探（台譯：古惑仔之生拼死）     | 許嘉欣        | 施鑑罡                            | 梁榮忠、溫兆倫、梁家仁                                                                            |
| 1994年 | 非洲超人（台譯：上帝三度來瘋狂）       | 阿玉          | 曹建南                            | 鄭佩佩、鄭則仕、歷蘇、楊麗菁                                                                      |
| 2001年 | 戀愛起義                               | 不詳          | 馮德倫、夏永康、謝霆鋒、芝See菇Bi | 蔡卓妍、周俊偉、唐詠詩、鄭躬菁、胡波                                                              |
| 2003年 | 兩個獨立包裝的女人                     | 不詳          | 劉國輝                            | 張敏、湯寶如、鄧健泓、江美儀、石修                                                                |
| 2003年 | 傷生兒（台譯：雙面伊人）               | Tung          | 趙國華                            | 徐錦江、王合喜、譚靜、金妍智                                                                      |
| 2003年 | 夏之春                                 | Gloria        | 林達煒                            | 洪智傑、彭懷安、陳霽平、唐寧                                                                      |
| 2003年 | 連鎖奇幻檔案之死亡音樂                 | 曉雪          | 孔祥德                            | 洪欣、王合喜、施熙愉                                                                              |
| 2004年 | 毡笠缘（又譯：盜賊將軍）               | 宋玉卿        | 李威（非台灣演員）                | 馮淬帆、張平、劉冠翔                                                                              |
| 2004年 | 赤子拳王                               | 葉珊          | 黎繼明                            | 元彪、呂頌賢、曾志偉、林雪、李日昇                                                                |
| 2004年 | 多重彩                                 | Gloria        | 林達煒                            | 張錦程、陳霽平、樊亦敏、林青峰                                                                    |
| 2004年 | 仙魔遊蹤之百懂仙                       | 觀音大士      | 羅舜泉                            | 梁家仁、姜皓文、徐少強、鍾淑慧                                                                    |
| 2004年 | 大阪撻一餐:香港厨神                    | 小美          | 羅惠德                            | 洪天明、洪金寶、黎耀祥、錢嘉樂、李燦森                                                            |
| 2007年 | 魔術男                                 | 二手店老闆娘  | 黃修平                            | 徐天佑、楊淇、梁曉豐                                                                              |
| 2013年 | 狂舞派                                 | 花母親        | 黃修平                            | 顏卓靈、蔡瀚億、楊樂文、范穎兒、黃貫中                                                            |
| 2022年 | 正義迴廊                               |               | 何爵天                            | 楊偉倫、麥沛東、蘇玉華、林海峰、周文健                                                            |

### 綜藝節目（ViuTV）
- 2016年：跟住矛盾去旅行
- 2019年：一切從失婚開始

## 音樂

### 日語
| 发行日期       | 專輯名稱     | 曲 目 | 備 註          |
| -------------- | ------------ | --- | -------------- |
| 1990年2月21日  | ASHURA       | 曲目 1. ASHURA (電影"阿修羅"日文主題曲） 2. Don't Close Your Eyes | 第一張日文單曲 |
| 1990年10月21日 | S.O.S.       | 曲目 1. S.O.S. 2. TOTAL HEAVEN | 第二張日文單曲 |
| 1990年12月15日 | 原宿         | 曲目 1. ムーン・リバー（MOON RIVER） 2. S.O.S. 3. コメ・プリマ（COME PRIMA） 4. マシュ・ケ・ナダ（MAS QUE NADA） 5. 愛がすべて（I CAN'T GIVE YOU ANYTHING BUT MY LOVE） 6. TOTAL HEAVEN 7. ASHURA (電影"阿修羅"日文主題曲） 8. 夏の日の恋（SUMMER PLACE） 9. ミスター・ポストマン（PLEASE MR.POSTMAN） 10. ようこそグロリア（GLORIA'S THEME） | 第一張日文專輯 |
| 1991年7月21日  | 砂に消えた涙 | 曲目 1. 砂に消えた涙 2. Say Yeah！ | 第三張日文單曲 |
| 1991年11月21日 | クリスマス   | 曲目 1. クリスマス・メドレー 2. 世界中にMerry X'mas ! 3. リボンの贈り物 4. ねぇ わかるかな 5. Ending | 第二張日文專輯 |
| 1992年1月21日  | 眠り姫       | 曲目 1. 眠り姫 2. 四つの季節と一つの物語 | 第四張日文單曲 |
| 1993年11月3日  | 眠り姫       | 曲目 1. 天使の住む街 2. A VAGABOND 3. 眠り姫 4. ときめきチャイナタウン 5. オリエンタル・ブルー 6. WHEN I STRAYED INTO YOUR LIFE | 第三張日文專輯 |

### 韓語
| 发行日期       | 專輯名稱    | 曲 目 | 備 註          |
| -------------- | ----------- | --- | -------------- |
| 1991年8月21日  | SEOUL       | 曲目 1. S.O.S. 2. Total Heaven 3. Summer Place 4. Gloria's Theme 5. 그대에게 (ASHURA) 6. I Can't Give You Anything But My Love 7. Moon River 8. Come Prima 9. Mas Que Nada                                  | 第一張韓文專輯 |
| 1995年11月15日 | MY X-MAS... | 曲目 1. Gloria's Theme 2. X-mas Medley / Jingie Bells / Winter Wonderland / Blue Christmas / I Saw Mommy Kissing Santa Claus / White Christmas 3. A Vagabond 4. When I Strayed Into Your Life 5. Moon River | 第二張韓文專輯 |

### 國語
| 发行日期      | 專輯名稱               | 曲 目 | 備 註              |
| ------------- | ---------------------- | --- | ------------------ |
| 1992年3月     | 欺騙你的心             | 曲目 1. 欺騙你的心 2. 輕輕柔柔網住我 3. Secret Boy 4. 打從心底喜歡你 5. 七分之一的憂鬱 6. 偷心 7. 愛像不聽話的天空 8. 小小的心去流浪 9. 卡片 10. 永遠的Gloria                                                                                             | 第一張國語專輯     |
| 1992年9月10日 | 愛的故事               | 曲目 1. 愛的故事 2. 偷聽我的夢 3. 愛 不想太早告訴你 4. 夢的口袋 5. I STILL LOVE YOU 6. 是你 7. 心不再害羞 8. 祝我戀愛快樂 9. 白色棉花糖 10. 藍色愛琴海 | 第二張國語專輯     |
| 1993年4月13日 | 真的愛我就不要讓我傷心 | 曲目 1. 真的愛我就不要讓我傷心 2. 我想我是真的愛上了你 3. WAITING FOR YOUR PROMISE 4. 喜歡我．照顧我．心疼我 5. 請陪我跳一支舞 6. 欲言又止 7. 親愛的媽咪 8. WHERE THE BOYS ARE 9. 也許明天不再下雨 10. 我不該欲言又止                                     | 第三張國語專輯     |
| 1993年11月    | 諾言                   | 曲目 1. 好希望你也在這裡 2. 把我放在心裡頭 3. I WANT U LOVE ME 4. 我的心偷偷在哭 5. WAITING FOR YOUR PROMISE ('93 NICE MIX) 6. 諾言 7. 回來看看我 8. 請你等等 9. 我的眼裡還有些話沒有說 10. 你會想念我嗎?                                                 | 第四張國語專輯     |
| 1994年6月     | 是你答應說要對我好     | 曲目 1. 是你答應說要對我好 2. 春夏秋冬 3. 心鎖 4. 你到底是不是我的愛人 5. 你的愛讓我心疼又心痛 6. 我是誰的寶貝 7. 誰來聽我說愛 8. 試著一個人 9. 告別 10. 愛情離我那麼遠                                                                                   | 第五張國語專輯     |
| 1994年11月    | 把我放在心裡頭         | 曲目 1. 把我放在心裡頭 2. 欺騙你的心 3. 是你答應說要對我好 4. 我想我是真的愛上了你 5. 愛的故事 6. 好希望你也在這裡 7. WAITING FOR YOUR PROMISE 8. 真的愛我就不要讓我傷心 9. 偷心 10. 諾言 11. 欲言又止 12. 偷聽我的夢 13. 我是誰的寶貝 14. 輕輕柔柔網住我 | 第一張國語精選專輯 |
| 1995年1月17日 | 在自己的房間裡         | 曲目 1. 在自己的房間裡 2. 掏空 3. 許願 4. 雨中跳舞的傻瓜 5. 情歌 6. 淡妝 7. 我站在思念邊緣等待 8. 迷藏 9. 黃昏的輕憂鬱 10. 吉普賽的流浪 | 第六張國語專輯     |

### 粵語
| 发行日期       | 專輯名稱   | 曲 目 | 備 註          |
| -------------- | ---------- | --- | -------------- |
| 1993年10月21日 | 可否想起我 | 曲目 1. 離別你再次上路 2. 可否想起我 3. 花嫁感覺 4. Waiting for your promising 5. 戀愛季節 6. 我是否很傻 7. 我已經不再是小女孩 8. 很想有人了解我 9. 第一次約會 10. 哪兒 | 第一張粵語專輯 |

## 錄影帶
- 真的愛我就不要讓我傷心（1993年5月，台灣飛碟發行）
- 葉蘊儀的音樂盒（1993年7月，台灣飛碟發行）
- 諾言（1993年12月，台灣飛碟發行）
- 好希望你也在這裡（1993年12月，台灣飛碟發行）
- 是你答應說要對我好（1994年7月，台灣飛碟發行）

## 獎項
- 1989年
  - 日本ROADSHOW - 全年最受歡迎外國女明星- 《ROADSHOW雜誌》
- 1990年
  - 日本第17屆電影大獎 - 最佳新人- 《孔雀王》
- 1990年
  - 韓國韓國電視台 - 最受歡迎外國女演員- 《孔雀王》
- 1994年
  - TVB兒歌金曲頒獎典禮 - 十大兒歌金曲 - 《哪兒》
- 2015年
  - 2015香港金閱獎 - 文史哲類十大書籍 - 《她們的二三事》
- 2016年
  - 毛記電視第一屆十大勁曲金曲分獎典禮－十大勁曲金曲獎第七位 - 《中女羅生門》

## 外部連結
- 葉蘊儀 Gloria Yip グロリア・イップ的Facebook專頁
- 葉蘊儀的Instagram帳戶
- Gloria's Hands 葉蘊儀工作坊 （页面存档备份，存于）
- 葉蘊儀在互联网电影资料库（IMDb）上的資料（英文）
- 葉蘊儀的新浪微博
- 在AllMovie上葉蘊儀的頁面（英文）
- 葉蘊儀在香港影庫上的簡介
- 葉蘊儀在豆瓣上的资料（简体中文）
- 葉蘊儀在时光网上的簡介（简体中文）
- 三峽先生之葉蘊儀網頁（ファンサイト）
- 女星嫁入豪門的冷暖兩重天 （页面存档备份，存于）国际在线.2006-11-14
- 華文影史庫 葉蘊儀 簡介 （页面存档备份，存于）